# Imreh József (geológus)
Imreh József (Kolozsvár, 1924. szeptember 21. – Kolozsvár, 1993. március 11. előtt) erdélyi magyar geológus, geológiai szakíró.

## Életútja
Szülővárosában érettségizett (1942), itt végezte egyetemi tanulmányait (1950), Iaşi-ban doktorált ásványtanból. Pályáját a Bolyai Tudományegyetemen kezdte, majd a Babeș–Bolyai Tudományegyetem geológiai tanszékének előadótanára. Első írása 1957-ben a budapesti Földtani Közlönyben jelent meg. Szakcikkeit hazai (bukaresti, kolozsvári) és külföldi (bécsi, budapesti, római, strasbourgi, stuttgarti) geológiai szakfolyóiratok közölték, ismeretterjesztő írásaival az Igazságban jelentkezett.
Tudományos tevékenysége a kristály- és ásványtan mellett a geokémia területére is kiterjedt, főleg az Erdélyi-medence üledékeiben előforduló cölesztin kristályok kérdése foglalkoztatja. Egyéni eredménye három új statisztikai érték (D, T, S) bevezetése a kristálytani vizsgálatokba; Piet Hartman holland professzor egy Moszkvában tartott kristálytani konferencián hívta fel rá a figyelmet. Eredményeket ért el a stroncium geokémiai vizsgálata során is; 1970–71-ben egy NSZK-beli szakintézetben volt vendégkutató.
Kristálytani tankönyvét román nyelven adták ki (1966). A magyar nyelvű Geológiai kislexikon (1983) társszerzője.